# Faseolina
La faseolina (dal latino phaseŏlus, "fagiolo") è una proteina globulare vegetale contenuta nei semi di fagiolo, nei quali si accumula in forma cristallina nei cosiddetti granuli proteici di riserva. La proteina fu isolata e così chiamata nel 1894 da Thomas Burr Osborne.